# Años 80 a. C.
Los años ochenta antes de Cristo comenzaron el 1 de enero del 89 a. C. y terminaron el 31 de diciembre del 80 a. C.

## Acontecimientos
- 82-81 a. C.: Sertorio llega a la Hispania romana.[1]
- 81: Acaba la segunda guerra mitridática manteniendo el statu quo.

## Personas destacadas
- Lucio Cornelio Sila. Cónsul y dictador en Roma.